# Proteoma

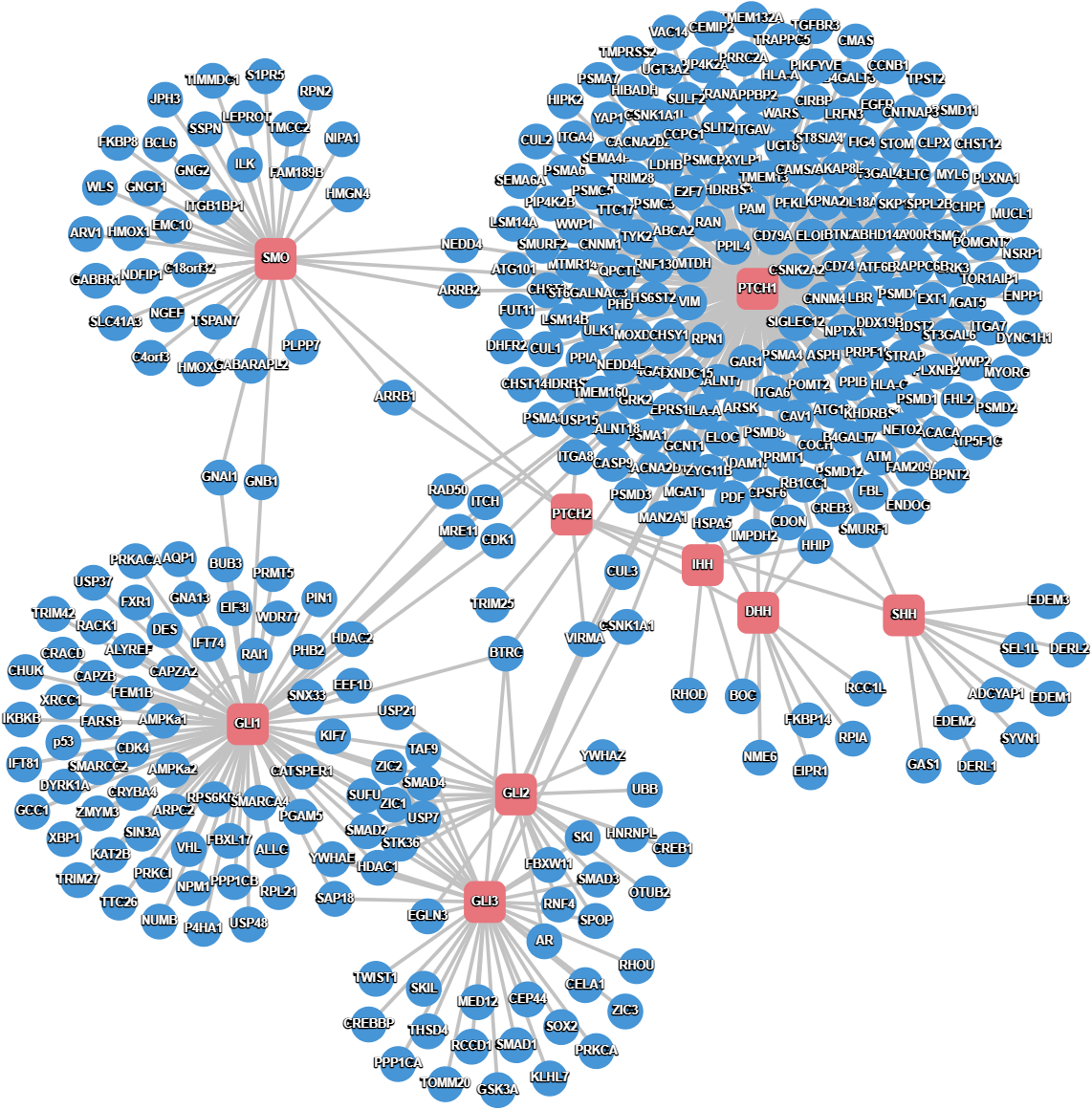
Um segmento do proteoma: interações proteína-proteína mediadas por proteínas humanas em uma única via de sinalização. Essa via, iniciada por proteínas Sonic Hedgehog, é crucial no desenvolvimento fetal e carcinogênese

O proteoma é o conjunto de proteínas e variantes de proteínas que podem ser encontrados numa célula específica quando esta está sujeita a um certo estímulo. O termo foi criado em 1995 pelo pesquisador Marc Wilkins.Grosso modo, é o equivalente proteico do genoma. O projeto proteoma humano dedica-se a aplicar a proteômica aos seres humanos.
O proteoma "negro" ou desconhecido. Perdigão e colegas examinaram o proteoma "negro" - i.e., regiões estruturais das proteínas não observadas quer por determinação experimental, quer inacessíveis para modelagem através de homologia. Para 546.000 proteínas da Swiss-Prot, eles descobriram que 44-54 % do proteoma das eucariotas e dos vírus eram "negro", em comparação com apenas ~14 % das archaea e das bactérias. Surpreendentemente, a maior parte do proteoma "negro" não podia ser explicado através das justificações convencionais, tais como regiões transmembranares, ou intrínsecamente desordenadas. Quase metade do proteoma "negro" é composto por proteínas "negras" i.e., onde a sequência inteira da proteína não tem qualquer semelhança com qualquer estrutura conhecida. Proteínas "negras" cumprem uma ampla variedade de funções, mas um subconjunto destas mostraram características distintas e altamente inesperadas, tais como associação com a secreções, tecidos específicos, retículo endoplasmático, dissulfureto, e clivagem proteolítica.
Os estudos do proteoma (proteómica) têm-se desenvolvido principalmente através da separação das proteínas por electroforese de gel bidimensional. Na primeira dimensão, as proteínas são separadas por focalização isoelétrica, que distingue as proteínas em função da sua carga. Na segunda dimensão, as proteínas são separadas por massa molecular. O gel é corado com azul de Coomassie ou com prata para tornar as proteínas visíveis. Pontos no gel são proteínas que migraram para locais específicos.
Recentemente, a proteómica tem sido ajudada pelo espectrómetro de massa. O mapeamento de massa identifica uma proteína partindo-a em peptídeos curtos e deduz depois a identidade da proteína através da comparação entre as massas observadas dos peptídeos e uma base de dados de sequências. A espectrometria de massa sequencial, por outro lado, pode obter a informação sequencial de peptídeos individuais isolando-os, fazendo-os colidir com um gás não reactivo e catalogando em seguida os iões/íons dos fragmentos assim produzidos.